# Ga Jijok
Ga Jijok (tiếng Hàn: 지족역; Hanja: 智足驛) là một ga của Tàu điện ngầm Daejeon tuyến 1 ở Jijok-dong, Quận Yuseong, Daejeon, Hàn Quốc.

## Liên kết
- (tiếng Hàn) Ga Jijok từ Tổng công ty đường sắt cao tốc đô thị Daejeon